# Vágkelecsény
Vágkelecsény (1899-ig Klicsin, szlovákul Turčianske Kľačany) község Szlovákiában, a Zsolnai kerületben, a Turócszentmártoni járásban.

## Fekvése
Turócszentmártontól 7 km-re északra, a Vág (pontosabban a Kerpelényi-csatorna) jobb partján fekszik.

## Története
1403-ban „Kelechen” néven említik először. Szklabinya várának uradalmához tartozott, 1671-től ők látták el a megyegyűlések őrszolgálatát. A 18. és 19. században a Révay család birtoka. 1715-ben 14 háztartása volt. 1720-ban 62 házában 380 lakos élt.

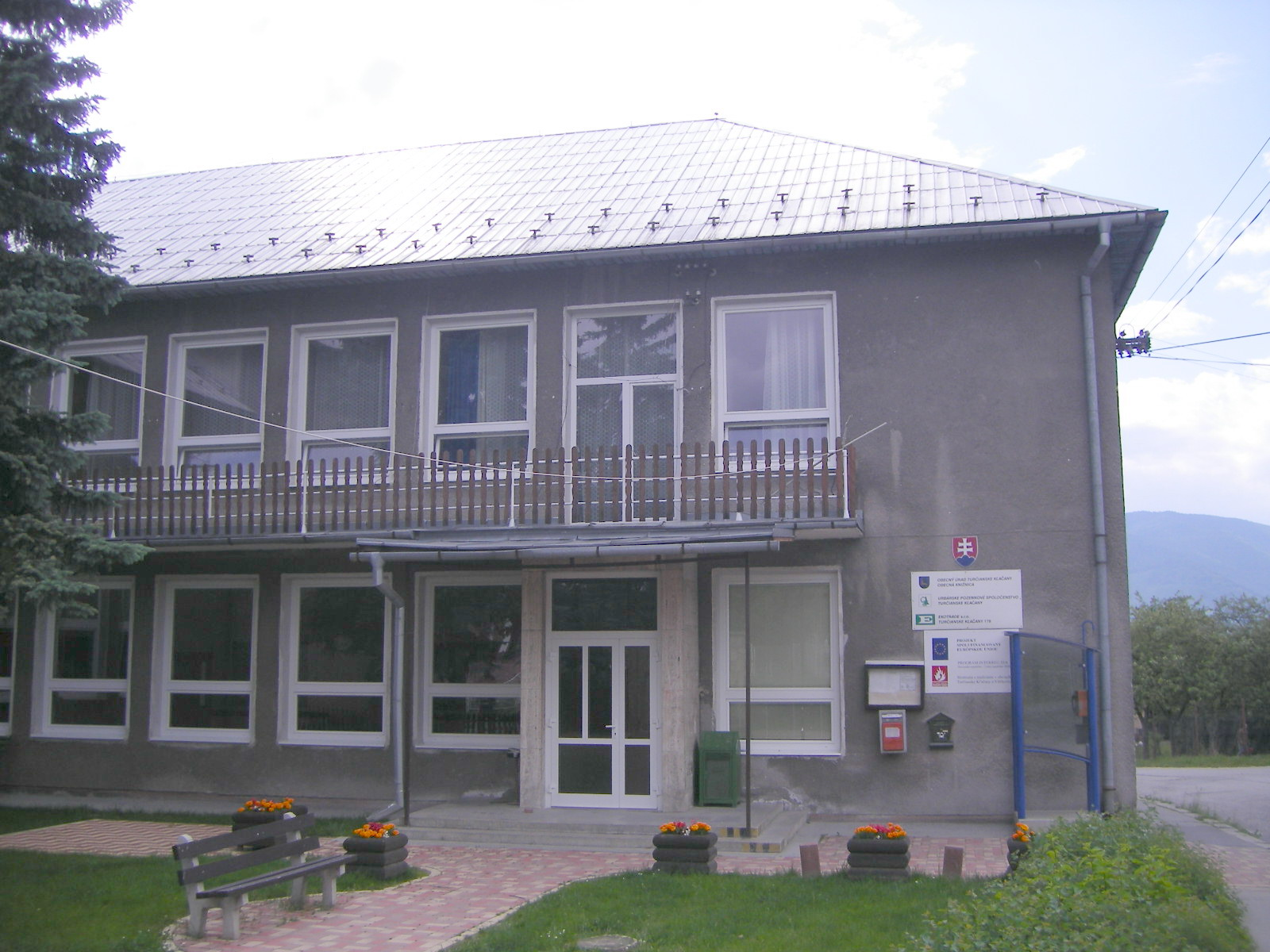
A községi hivatal épülete

A 18. század végén Vályi András így ír róla: „KLICSIN. Klacani, vagy Kletsen. Tót falu Túrócz Várm. földes Ura G. Révai Uraság, lakosai evangelikusok, fekszik Szucsánnak szomszédságában, 3/4 órányia, és annak filiája, határjának földgye közép termékenységű, réttye, legelője elég, fája mind a’ két féle, piatzozásai Sz. Mártonban, és másutt, van folyó vizetskéje is, melly a’ kősziklák kőzűl jőven az helységen keresztűl foly, malom van rajta, ’s benne sok rák, és pisztráng van.”
1828-ban 70 háza és 364 lakosa volt. A 19. században főként kézművességgel, napszámos munkákkal foglalkoztak.
Fényes Elek 1851-ben kiadott geográfiai szótárában így ír a faluról: „Klicsén, vagy Klacsán, Thurócz m. tót falu, a Vágh jobb partján: 26 kath., 330 evang., 8 zsidó lak. Fűrészmalmok; kalló; lentermesztés; nagy erdő; fakereskedés. Lakosai sok marhát tartanak. F. u. a Révay nemz.”
1850 és 1890 között sok lakója vándorolt ki a tengerentúlra. A trianoni diktátumig Turóc vármegye Turócszentmártoni járásához tartozott.

## Népessége
| Év:            | 1994. | 2004.   | 2014.    | 2024.    |
| -------------- | ----- | ------- | -------- | -------- |
| Emberek száma: | 809   | 842     | 933      | 1053     |
| Eltérés:       |       | +4,07 % | +10,80 % | +12,86 % |

| Év:            | 2023. | 2024.   |
| -------------- | ----- | ------- |
| Emberek száma: | 1049  | 1053    |
| Eltérés:       |       | +0,38 % |

1910-ben 591, túlnyomórészt szlovák lakosa volt.
2001-ben 811 lakosából 800 szlovák volt.
2011-ben 888 lakosából 835 szlovák.

## Nevezetességei
- Római katolikus temploma.